# Équipe des Samoa américaines de rugby à XV
L'équipe des Samoa américaines de rugby à XV rassemble les meilleurs joueurs de rugby à XV des Samoa américaines. Au 9 octobre 2023, elle est classée au 112e rang du classement World Rugby.

## Palmarès
| Contre                    | Joués | Victoires | Défaites | Matchs Nuls | % Victoires |
| ------------------------- | ----- | --------- | -------- | ----------- | ----------- |
| Papouasie-Nouvelle-Guinée | 1     | 0         | 1        | 0           | 0.00        |
| Îles Salomon              | 1     | 1         | 0        | 0           | 100.00      |
| Tahiti                    | 1     | 0         | 1        | 0           | 0.00        |
| Total                     | 3     | 1         | 2        | 0           | 33.33       |